# داني لويس
داني لويس (بالإنجليزية: Danny Lewis)‏ (و. 1970  م) هو لاعب كرة سلة أمريكي، ولد في كالامازو، مركز لعبه هو هجوم خلفي.